# Морозовка (приток Волги)
Морозовка (устар. Сухая Осиновка, Осиновка Морозовая, Верхняя Осиновка) — река в России, протекает по Красноармейскому району Саратовской области. Ранее была правым притоком Волги, ныне впадает в Волгоградское водохранилище.

## География
Длина реки составляет 14 км, площадь бассейна — 52,8 км².
Каменка стекает с плато на правом берегу Волги в балке около деревни Пряхино. Течёт на юго-восток. Протекает через населённые пункты Пряхино и Гусево. Морозовка впадает в Волгу (Волгоградское водохранилище) в 868 км от устья последней, ниже села Золотое.

## Данные водного реестра
По данным государственного водного реестра России относится к Нижневолжскому бассейновому округу, водохозяйственный участок реки — Волга от Саратовского гидроузла до Волгоградского гидроузла, без рек Большой Иргиз, Большой Караман, Терешка, Еруслан, Торгун, речной подбассейн реки — подбассейн отсутствует. Речной бассейн реки — Волга от верхнего Куйбышевского водохранилища до впадения в Каспий.
Код объекта в государственном водном реестре — 11010002212112100011098.